# 1470

## Události
- 12. března – Bitva u Losecoat Field, také označována jako bitva u Empinghamu, součást války růží

### Probíhající události
- 1455–1487 – Války růží
- 1467–1477 – Válka Ónin
- 1468–1478 – Česko-uherské války

## Narození
- 1. dubna – Andrea Briosco, italský sochař, zlatník, medailér a architekt († 1532)
- 6. dubna – Tchang Jin, učenec, malíř, kaligraf a básník mingské Číny († 1524)
- 20. května – Pietro Bembo, italský renesanční spisovatel († 18. ledna 1547)
- 30. června – Karel VIII., francouzský král († 7. dubna 1498)
- 30. července – Chung-č', čínský císař († 8. června 1505)
- 2. října
  - Eduard V., anglický král († 29. července 1483)
  - Isabela Aragonská, portugalská královna jako manželka Manuela I. († 23. srpna 1498)
  - Isabela Aragonská, milánská vévodkyně († 11. února 1524)
- ? – Jiří Dóža, sedmihradský zeman, vůdce Dóžova povstání († 20. července 1514)
- ? – Pánfilo de Narváez, španělský conquistador a cestovatel († 1528)
- ? – Juan Diaz de Solís, portugalský mořeplavec, objevitel a kartograf († 20. ledna 1515)
- ? – Bartoš Písař, pražský městský písař a kronikář († 6. května 1535)
- ? – Martin Waldseemüller, německý kartograf († 16. března 1520)
- ? – Wen Čeng-ming, čínský malíř, kaligraf a učenec († 1559)
- ? – Antonius Divitis, vlámský renesanční hudební skladatel († 1530)
- ? – Rueland Frueauf mladší, rakouský pozdně gotický malíř († 1545)

## Úmrtí
- 23. listopadu – Gaston z Foix, kníže z Viany, následník navarrského trůnu (* 1444)
- ? – Karel VIII. Knutsson, král Švédska a Norska (* 1409)
- ? – Demetrios Palaiologos, guvernér ostrova Lémnos, Mesembrie a Selymbrie, despota Morejský (* 1407)
- ? – Sia Čchang, čínský malíř, kaligraf a básník (* 1388)
- ? – Rum Mehmed Paša, osmanský velkovezír, popraven (* ?)
- ? – Beneš Černohorský z Boskovic, podkomoří moravskéhk zemského sněmu (* ?)
- ? – Marguerite de Sassenage, milenka francouzského krále Ludvíka XI.

## Hlavy států
- České království – Jiří z Poděbrad – Matyáš Korvín
- Svatá říše římská – Fridrich III.
- Papež – Pavel II.
- Anglické království – Eduard IV. – Jindřich VI.
- Dánsko – Kristián I. Dánský
- Francouzské království – Ludvík XI.
- Polské království – Kazimír IV. Jagellonský
- Uherské království – Matyáš Korvín
- Litevské knížectví – Kazimír IV. Jagellonský
- Chorvatské království – Matyáš Korvín
- Norsko – Kristián I. Dánský
- Portugalsko – Alfons V.
- Švédsko – Karel VIII. Knutsson – regent Sten Sture